# بند امیر (شیراز)
دهستان بند امیر از توابع بخش زرقان در ۴۳ کیلومتری شیراز واقع شده‌است. این روستا در کنار بند امیر، سدی که در زمان عضدالدوله دیلمی ساخته شده، بنا شده‌است.
بندامیر (بند عضدی)، در انتهای جلگه و دشت پهناور مرودشت در فاصلهٔ ۱۰ کیلومتری جنوب خاوری شهر مرودشت پل تاریخی و بند عظیمی بر روی رود كر ساخته شده‌است. نام این بند از نام امیر عضدالدولهٔ دیلمی گرفته شده‌است که بنابر روایت مشهور، در حدود ۳۶۵ به ساخت آن فرمان داد، اما براساس روایتی دیگر شخصی به نام امیر آن را به فرمان عضدالدوله ساخته است. برخی نیز بنای این بند را به مسافری امیر نام نسبت داده‌اند.
مقدسی، معاصر عضدالدوله، این بند را از «عجایب فارس» شمرده است. به گفتهٔ او در دو سوی پشتِ بند که دریاچه‌ای از آب جمع شده، ده دستگاه چرخاب نهاده‌اند که زیر هر یک آسیابی سوار شده‌است، و آب سد از طریق کاریزها سیصد روستا را در منطقه آبیاری می‌کند. به نوشتهٔ ابن بلخی در سدهٔ ششم برای ساخت این بند یا «شادُروان عظیم» که در جهان مانند نداشت، هزینهٔ هنگفتی صرف شد و با سنگ و ساروج آن را چنان مستحکم ساختند که آهن نیز برآن کارگر نبود. بیش از دو قرن بعد، حمدالله مستوفی بندامیر را از «عمارات عالیهٔ جهان» و عظیم‌تر از سد شاپور شمرده است.چنان که تا چندی پیش مرکز شهرستان زرقان بوده است
بندامیر ظاهراً تا قرن یازدهم وضع مناسبی داشته، چنانکه شوشتری به نقل از علامهٔ دوانی در رسالهٔ عرض لشکر، از آن به عنوان کوهی در میان دریایی و جزیره‌ای در میان بحری یاد کرده‌است. تامس مور، شاعر ایرلندی، در یکی از اشعار خود، مناظر اطراف بندامیر و زیبایی‌های آن را ستوده است. اما کلودیوس ریچ در ۱۲۳۷ آن را ویران وصف کرده‌است. روستایی که به همین نام در حاشیهٔ غربی بند واقع شده، دست‌کم از اوایل قرن سیزدهم وجود داشته‌است.

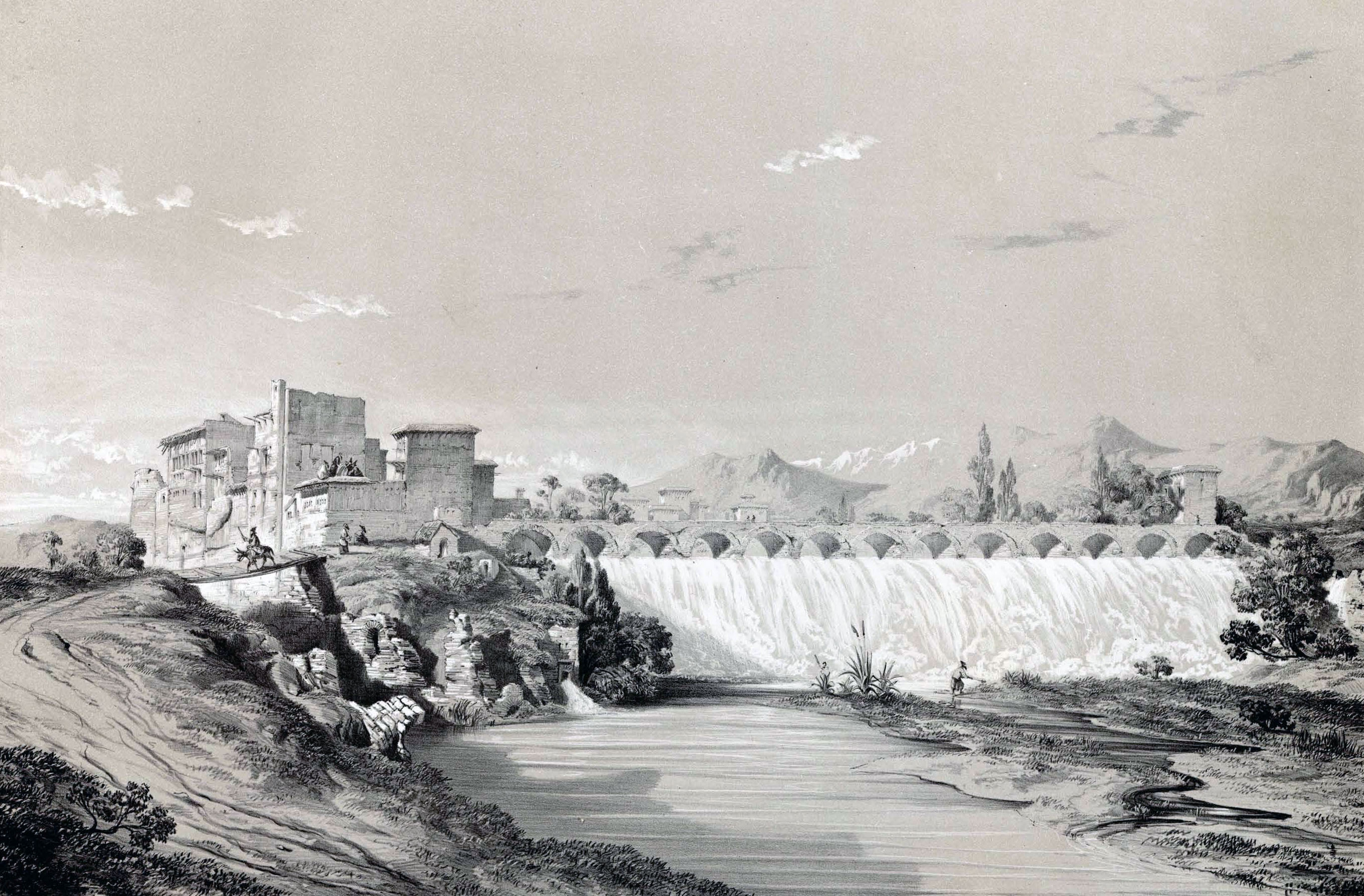
بند امیر در دورهٔ محمد شاه قاجار اثر اوژن فلاندن

بعدها نیز این بند به تناوب تخریب و ترمیم شد، چنانکه فسایی در دههٔ نخست قرن چهاردهم نوشته است که «گاهی از کنارهٔ این بند رخنه شود و مبالغی وجه نقد و چندین هزار عمله از دهات جمع نموده تا این رخنه را سد کنند». گزارش فرصت که در ۱۳۱۱ بند امیر را دیده و تصویر آن را نیز در کتاب خود کشیده، از آبادانی بند در آن سال‌ها حکایت دارد. در دورهٔ پهلوی پل بند امیر آسیب‌های بسیار دید و بخش عمدهٔ طاق ششم آن فروریخت. در سال‌های ۱۳۴۹ ه‍.ش به بعد تعمیرات اصلی بندامیر آغاز شد. طاق نهرگاوشیر که در سال‌های اوایل انقلاب اسلامی صدمات کلی دیده بود، در ۱۳۷۵ تا ۱۳۷۶ ه‍.ش مرمت شد.
این روستا یکی از نقاطق مورد توجه گرشگری استان فارس و ایران می باشد.این روستا در اواخل دوران قاجار و اوایل دوران پهلوی به مرکز  بخش تبدیل شد . ولی بخاطر تخریب بند شهر از مرکز بخش به دهستان تبدیل شد

## کاربردهای بند
۱. برای بالا آمدن سطح آب و آبیاری دشت وسیع کربال علیا، به گونه‌ای که در پی بستن این سد، از ولایت کربال که پیش از آن صحرایی خشک بود، در زمان عضدالدوله، سالانه هفتصدهزار خروار غله برداشت می‌شده‌است. هم‌اکنون نیز حدود ۲۴ روستا در ساحل شرقی رودخانه از نهرهای منشعب از کُر آبیاری می‌شود.
۲. دوم به کار انداختن آسیاب‌ها؛
۳. با ایجاد پل بر روی تاج سد و در واقع با احداث پل بند، دو جانب کُر به هم متصل شد. در دوره‌های جدیدتر، در دوسوی روی پل دست‌اندازی از سنگ و گچ ساخته‌اند که حفاظی برای عابران پدید آورده‌است.

## مشخصات
۱.بندامیر با ۱۲۰ متر طول و پنج متر عرض
۲.، دارای سیزده چشمه طاق جناغی است که آب از سرریز آن‌ها جاری است .
۳.ارتفاع سطح پل از بند ۸۰ر۳ متر و عمق بند از سرریزها تاکف رودخانه در قسمت بیرونی سدّ که به شکل پلّه ای ساخته شده، ده متر است.
۴.). از ویژگی‌های جالب این بند وجود یک تشتک طبیعی آبی در پای بدنة سدّ است که مانع اثر تخریبی ضربه‌های حاصل از انرژی ریزش آب به بدنة سدّ می‌شود
۵.). در نزدیکی بند در ساحل شرقی دو آبگیر به چشم می خورد که نهر سرآب آسیاب‌ها از آنجا آغاز می‌شود. شمار زیادی از این آسیاب‌ها اکنون خراب شده‌است.
۶.بندامیر دارای یک نهر انحرافی و تنظیم کنندة سطح آبِ پشتِ بند، به نام نهرگاوشیر، با دهانة مجهّز به تخته بند است که ظاهراً قبل از بندامیر ساخته شده‌است . گاوشیر، طرح تونل انحرافی را که امروزه در ایجاد سدهای بزرگ رعایت می‌شود، تداعی می‌کند
پلی که بر روی نهر گاوشیر در امتدادِ پلْ بندامیر ساخته شده، به دوره‌های جدیدتر متعلّق است و سابقة آن ظاهراً از قرن دهم فراتر نمی‌رود، زیرا چنانکه در برخی منابع آمده، القاص میرزا که در ۹۵۵ به قصد تسخیر شیراز به بند امیر رسید، چون دید که پل را برداشته‌اند راه دیگری درپیش گرفت . از همین خبر می‌توان دریافت که در آن سال‌ها نهر گاوشیر فقط پلی متحرک و احتمالاً چوبی داشته‌است.

## نگاره‌ها

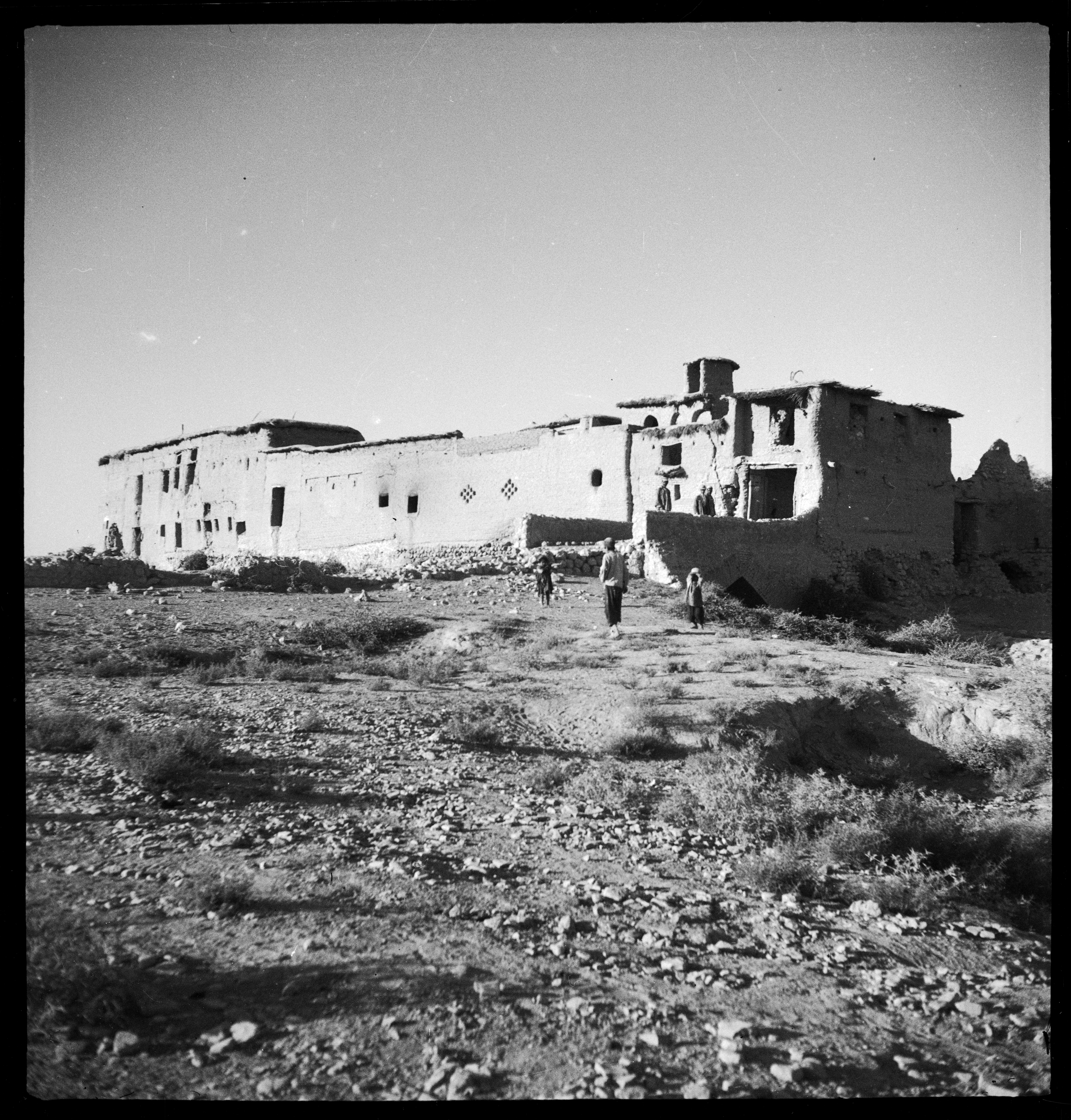
بند امیر در ۱۳۱۸ (عکاس آنه ماری شوارتسنباخ)
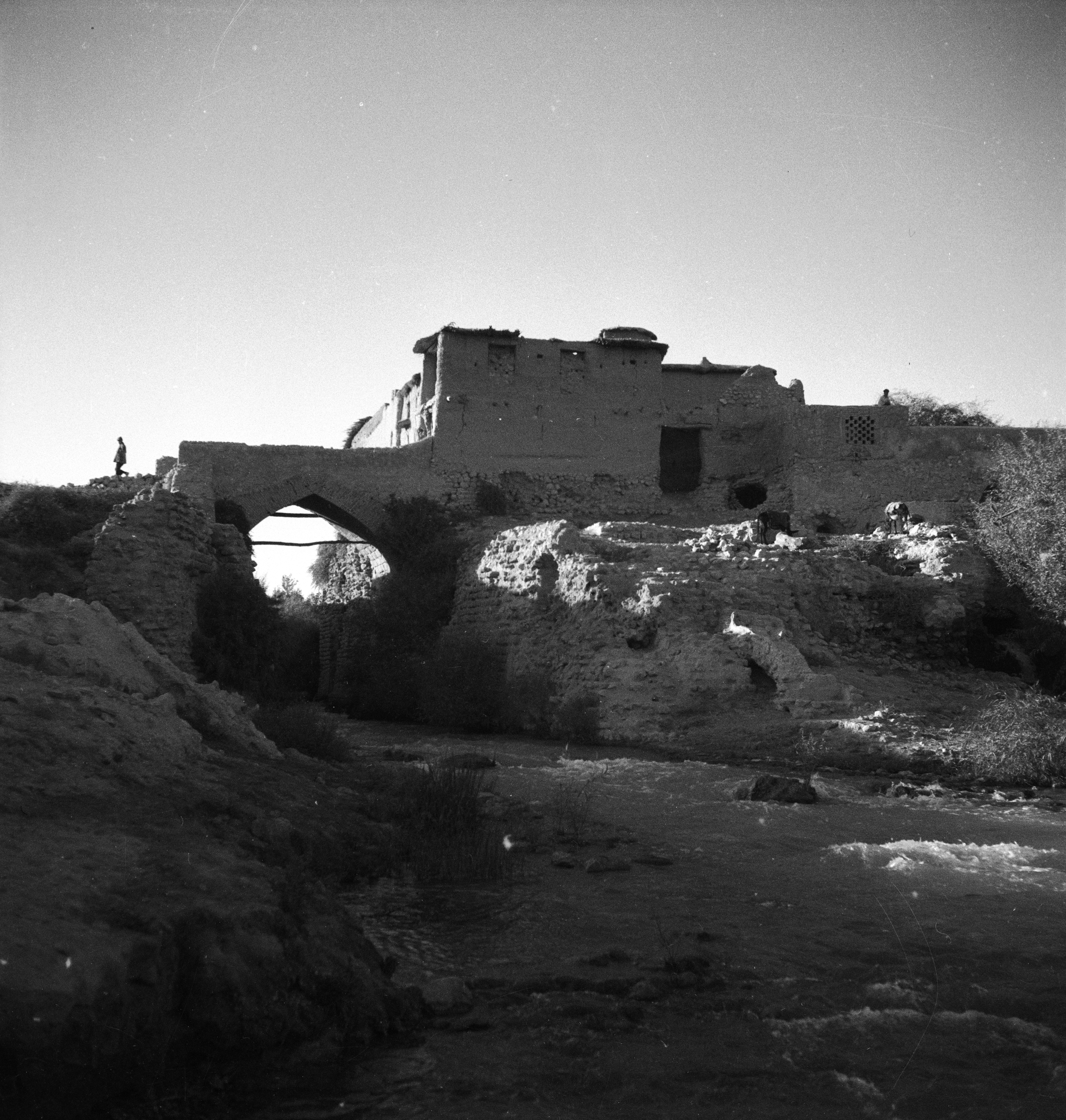
بند امیر در ۱۳۱۸ (عکاس آنه ماری شوارتسنباخ)
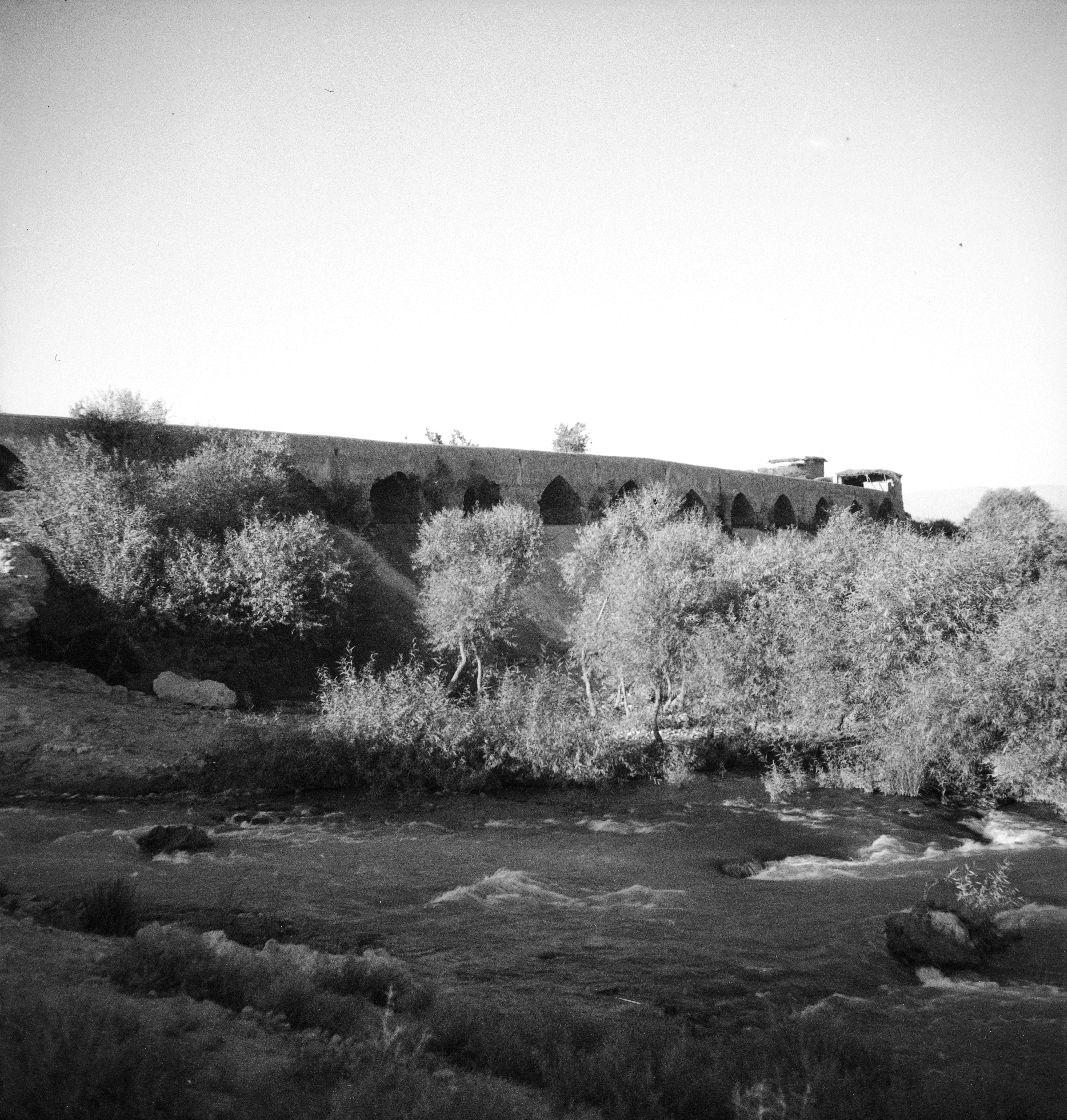
بند امیر در ۱۳۱۸ (عکاس آنه ماری شوارتسنباخ)

## منبع
- کتاب گذری بر شهرستان‌های استان فارس